# Jane Maienschein
Jane Maienschein es una bióloga estadounidense, directora del Centro de Biología y Sociedad  de la Universidad Estatal de Arizona.

## Trayectoria profesional
Maienschein se enfoca en los contextos sociales, políticos y legales de la investigación científica y actualmente es directora del Centro de Biología y Sociedad de la Universidad Estatal de Arizona, que establece el objetivo de "promover la exploración de los fundamentos conceptuales y el desarrollo histórico de las biociencias y sus diversas interacciones con la sociedad". Para citar a CBS, "Nos involucramos en actividades en múltiples disciplinas que permiten oportunidades de fermento intelectual y aumentan el impacto al crear colaboraciones de investigación y educación y comunicación". Maienschein y su compañero Manfred Laubichler están particularmente interesados en la biología del desarrollo evolutivo. La Escuela de Ciencias de la Vida ha recibido millones de dólares del Instituto Médico Howard Hughes para desarrollar el programa de Investigación de Licenciatura de la Escuela de Ciencias de la Vida (SOLUR), un programa de investigación. Maienschein se desempeñó como la primera presidenta de la Sociedad Internacional de Historia, Filosofía y Estudios Sociales de la Biología en 1989–1991 y se desempeñó como presidenta de la Sociedad de Historia de la Ciencia. Es directora de The Embryo Project Encyclopedia, junto con el Dr. Manfred Laubichler.

## Reconocimiento
Maienschein es catedrática y profesora de investigación de la Facultad de Ciencias de la Vida de la Universidad Estatal de Arizona. En 2000, Maienschein recibió el Premio de Educación Joseph H. Hazen de la Sociedad de Historia de la Ciencia.
Maienschein ha liderado la creación de diversos proyectos y programas en campos interdisciplinarios, tales como Biología y Sociedad, Bioética, Política y Derecho, la Historia y Filosofía de la Ciencia, Ecología, Economía, Ética y Medio Ambiente, así como la Enciclopedia del Proyecto Embryo, la Serie de Bioética en Películas de ASU, la Conducta Responsable en la Investigación, y proyectos de Historia de la Biología llevados a cabo en el Laboratorio de Biología Marina. También es la primera presidenta de la Sociedad Internacional de Historia, Filosofía y Estudios Sociales de la Biología (SIHFESB).
Maienschein es miembro de la Asociación de Mujeres en la Ciencia (AWIS) y AAAS, ha sido miembro de la junta de AWIS nacional en Washington D. C. durante dos candidaturas. Ha publicado más de 20 artículos y varios libros, como se muestra en su CV. Fue publicada en la Enciclopedia de Filosofía de Stanford por " Epigénesis y Preformación ". Maienschein escribió "Whose View of Life?: Embryos, Cloning, and Stem Cells" (traducción: "¿De quién es la visión de la vida?: embriones, clonación y células madre"). Maienschein y Manfred Laubichler colaboraron para coescribir: "From Embryology to Evo-Devo: A History of Developmental Evolution" ("De la embriología a Evo-Devo: una historia de la evolución del desarrollo") y "Form and Function in Developmental Evolution." ("Forma y función en la evolución del desarrollo.")
En 2009, Maienschein presentó, con Tedx Talks, "Stem Cells, Regenerative Medicine and Us". ("Células madre, medicina regenerativa y nosotros".) En noviembre de 2010, Maienschein fue nombrada Profesora del Año 2010 de Arizona por la Fundación Carnegie para el Avance de la Enseñanza y el Consejo para el Avance y Apoyo a la Educación.